# Tanytarsus flexistilus
Tanytarsus flexistilus är en tvåvingeart som beskrevs av Freeman 1958. Tanytarsus flexistilus ingår i släktet Tanytarsus och familjen fjädermyggor. Inga underarter finns listade i Catalogue of Life.